# Josh Hutcherson
Pour les articles homonymes, voir Hutcherson.
Josh Hutcherson est un acteur américain, né le 12 octobre 1992 à Union (Kentucky). Il est célèbre pour avoir incarné Peeta Mellark dans la saga Hunger Games, aux côtés de Jennifer Lawrence et Liam Hemsworth, mais aussi grâce à ses rôles dans Zathura : Une aventure spatiale (avec Kristen Stewart & Dax Shepard) et Voyage au centre de la Terre, où on retrouve également Brendan Fraser.

## Biographie

### Jeunesse
Joshua Ryan Hutcherson est né dans le Kentucky de l'union de Michelle et Chris Hutcherson. Il a un frère nommé Connor. C'est à l'âge de quatre ans qu'il sait qu'il veut être acteur et, afin de lui établir une solide carrière, sa famille et lui déménagent à Los Angeles quand il a neuf ans. Peu de temps après, il obtient des petits rôles au cinéma et à la télévision.

### Carrière
Josh Hutcherson eut son premier rôle dans l'épisode pilote de House Blend en 2002 et, dans la même année, il est apparu dans un épisode de Urgences.
En 2003, il a tenu le premier rôle dans la comédie Pour l'amour d'un chien et a joué aux côtés de Peter Falk et Timothy Daly dans le téléfilm Un bateau de rêve. Il a interprété un rôle secondaire dans le film indépendant American Splendor, mais remarqué par la critique.
Il a prêté sa voix et tourné en capture de mouvement en 2004 pour le film d'animation Le Pôle express aux côtés de Tom Hanks.
En 2005, il est apparu dans plusieurs films hollywoodiens : il eut un rôle mineur dans la comédie Match en famille, a prêté sa voix dans le film d'animation japonais Le Château ambulant et a joué les rôles principaux dans Little Manhattan ainsi que Zathura : Une aventure spatiale aux côtés de Kristen Stewart. Il a reçu des commentaires positifs.
L'année suivante, il est apparu dans la comédie Camping-car, en jouant le personnage du fils, de celui de Robin Williams. Il a par la suite joué le rôle Jess Aarons dans le drame-fantastique Le Secret de Terabithia — l'adaptation du roman de Katherine Paterson, qui a été filmé en Nouvelle-Zélande, sorti en février 2007, obtenant de bons résultats autant auprès des critiques, qu'au box-office. Ce film a été bénéfique pour sa carrière, car c'est celui-ci qui lui a permis d'être connu. Il a avoué n'avoir pas lu le roman sur lequel est basé le film avant d'être embauché pour le rôle.
Son rôle suivant fut dans Rex, chien pompier dans lequel il a joué Shane Fahey, un fils de pompier qui se lie d'amitié avec un chien. Ce film a été tourné avant Le Secret de Terabithia, mais n'est sorti qu'après.
Son rôle suivant a été celui de Sean Anderson, neveu du personnage de Brendan Fraser, dans Voyage au centre de la Terre, version cinématographique du roman du même nom. Il est également apparu dans un film qui est l'adaptation de l'ouvrage L'Assistant du vampire de l'écrivain Darren Shan. Il y incarne Steve, le meilleur ami du personnage principal.
En 2010, il obtient un rôle secondaire dans le film acclamé par la critique Tout va bien ! The Kids Are All Right où il tient le rôle de Laser. Il a tourné dans le film The Forger aux côtés de Hayden Panettiere notamment. Il y incarne un jeune homme traumatisé, car sa mère l'a abandonné, et trouve refuge dans la peinture, art où il se révèle exceller.
Il joue ensuite en 2011 dans la comédie d'horreur fantastique Detention où il incarne un lycéen du nom de Clapton Davis. Il a déclaré qu'il aime jouer dans chaque genre de film aussi bien horreur que fantastique.
Le 4 avril 2011, Lionsgate a annoncé qu'il avait été sélectionné pour jouer le rôle de Peeta Mellark — le rôle le plus important de toute sa carrière — dans le film Hunger Games, sorti en 2012. Il continue d'incarner celui-ci dans la suite de la trilogie.
En 2023, il fait son retour sur le grand écran dans le film Five Nights at Freddy's réalisé par Emma Tammi et adapté du jeu vidéo éponyme, dans lequel il interprète le rôle principal.

### Vie privée
Josh Hutcherson eut en 2011 une brève relation avec Vanessa Hudgens, sa partenaire dans Voyage au centre de la Terre 2 : L'Île mystérieuse ; ils sont demeurés amis après leur séparation.
Depuis 2013 il est en couple avec Claudia Traisac, sa partenaire dans Paradise Lost.
Il est ami depuis de nombreuses années avec Avan Jogia.
Il est également très proche de ses partenaires d'Hunger Games, de Liam Hemsworth et de Jennifer Lawrence, qui sont ses meilleurs amis dans la vraie vie.
Il s'implique par ailleurs dans la lutte contre le sida : deux de ses oncles sont morts après avoir contracté cette maladie.
Il est également le cofondateur de l'association Straight But Not Narrow, qui promeut la tolérance envers les homosexuels. Il a déclaré lors d'une interview être « principalement hétéro » (« mostly straight »), précisant qu'il n'avait jamais jusqu'à présent été attiré sexuellement par un homme, mais qu'il ne s'interdisait rien a priori et n'appréciait pas les étiquettes en termes de sexualité.

## Filmographie

### Films
- 2003 : American Splendor de Shari Springer Berman et Robert Pulcini : Robin
- 2005 : Match en famille (Kicking and Screaming) de Jesse Dylan : Bucky Weston
- 2005 : Little Manhattan de Mark Levin : Gabe
- 2005 : Zathura : Une aventure spatiale (Zathura: A Space Adventure) de Jon Favreau : Walter Budwing
- 2006 : Camping-car (RV) de Barry Sonnenfeld : Carl Munro
- 2007 : Le Secret de Terabithia (Bridge to Terabithia) de Gábor Csupó : Jess Aaron
- 2007 : Rex, chien pompier (Firehouse Dog) de Todd Holland : Shane Fahey
- 2008 : Voyage au centre de la Terre 3D (Journey to the Center of the Earth) d'Eric Brevig : Sean Anderson
- 2009 : Fragments (Winged Creatures) de Rowan Woods : Jimmy Jasperson
- 2009 : L'Assistant du vampire (Cirque du Freak: The Vampire's Assistant) de Paul Weitz : Steve
- 2010 : Tout va bien ! The Kids Are All Right (The Kids Are All Right) de Lisa Cholodenko : Laser
- 2011 : Detention de Joseph Kahn : Clapton Davis (sorti au mois d'avril 2012)
- 2012 : The Forger (Carmel-by-the-sea) : Joshua Mason
- 2012 : Voyage au centre de la Terre 2 : L’Île mystérieuse (Journey 2: The Mysterious Island) de Brad Peyton : Sean Anderson
- 2012 : Hunger Games de Gary Ross : Peeta Mellark
- 2012 : Sept Jours à La Havane (segment El Yuma de Benicio del Toro) : Teddy Atkins
- 2012 : L'Aube rouge (Red Dawn) de Dan Bradley : Robert Kinter
- 2013 : Hunger Games : L'Embrasement de Francis Lawrence : Peeta Mellark
- 2014 : Paradise lost (Escobar: Paradise Lost) d'Andrea Di Stefano : Nick Brady
- 2014 : Hunger Games : La Révolte, partie 1 de Francis Lawrence : Peeta Mellark
- 2015 : Hunger Games : La Révolte, partie 2 de Francis Lawrence : Peeta Mellark
- 2016 : Les Insoumis (In Dubious Battle) de James Franco : Vinnie
- 2017 : Tragedy Girls de Tyler Maclntyre : Toby Mitchell
- 2017 : The Disaster Artist de James Franco : Philip Haldiman
- 2019 : The Long Home de James Franco : Nathan Winer
- 2019 : Burn de Mike Gan : Billy
- 2023 : Five Nights at Freddy's d'Emma Tammi : Mike Schmidt
- 2023 : 57 seconds de Rusty Cundieff : Franklin Fausti
- 2024 : The Beekeeper de David Ayer : Derek Danforth
- 2024 : Long Gone Heroes de John Swab : David
- 2025 : Five Nights at Freddy's 2 (film) d'Emma Tammi : Mike Schmidt

### Courts métrages
- 2010 : The Third Rule de Aundre Johnson]: Chuck
- 2015 : The Rusted de Kat Candler : Max
- 2016 : DJ Snake and Bipolar Sunshine: Middle de Colin Tilley : un superhero
- 2017 : Ape de lui-même : Travis

### Téléfilms
- 2002 : House Blend de John Whitesell : Nicky Harper
- 2002 : Becoming Glen de ? : Glen jeune
- 2003 : Un bateau de rêve (Wilder Days) de David M. Evans : Chris Morse
- 2003 : Miracle Dogs]' de [raig Clyde]: Charlie Logan
- 2004 : Eddie's Father]' de Gary Halvorson]: Eddie Corbett

### Séries télévisées
- 2002 : Urgences : Matt (épisode 8, saison 9)
- 2003 : Line of Fire : Donny Rawlings (épisode 2, saison 1)
- 2003 : Division d'élite (The Division) : Matthew Inwood (épisode 1, saison 3)
- 2017 - 2020 : Future Man : Josh Futterman (34 épisodes)
- 2019 : Paquita Salas : Ryan (saison 3 épisode 5)
- 2025 : Untitled Rachel Sennott Project

### Doublage
- 2004 : Le Pôle express (The Polar Express) de Robert Zemeckis : voix additionnelles
- 2004 : Party wagon : Toad E. Bartley (voix anglaise)
- 2005 : Le Château ambulant de Hayao Miyazaki : Marco (voix anglaise)
- 2013 : Epic : La Bataille du royaume secret de Chris Wedge : Nod (voix originale)

### Clip musical
- 2016 : Middle de DJ Snake et Bipolar Sunshine

## Distinctions

### Récompenses
- 2005 : Young Artist Awards de la meilleure jeune distribution pour Le Pôle express partagé avec Jimmy Bennett, Dante Pastula, Daryl Sabara, Dylan Cash, Connor Matheus, Isabella Peregrina, Evan Sabara, Ashly Holloway, Hayden McFarland, Jimmy 'Jax' Pinchak et Chantel Valdivieso.
- 2006 : Young Artist Awards de la meilleure performance pour un jeune acteur principal pour Zathura : Une aventure spatiale.
- 2008 : Young Artist Awards de la meilleure performance d'un jeune acteur principal pour Le Secret de Terabithia.
- 2008 :Young Artist Awards de la meilleure jeune distribution pour Le Secret de Terabithia partagé avec AnnaSophia Robb, Bailee Madison, Cameron Wakefield, Isabelle Rose Kircher, Lauren Clinton, Elliot Lawless, Carly Owen, Devon Wood, Emma Fenton et Grace Brannigan.
- Chlotrudis Awards 2011 : Meilleure distribution pour Tout va bien ! The Kids Are All Right partagé avec Annette Bening, Julianne Moore, Mark Ruffalo et Mia Wasikowska.
- 2011 : Gold Derby Awards de la meilleure distribution pour Tout va bien ! The Kids Are All Right partagé avec Annette Bening, Julianne Moore, Mark Ruffalo et Mia Wasikowska.
- 2012 : CinemaCon Award de la révélation masculine de l'année pour Hunger Games.
- GLAAD Vanguard Awards 2012 : Lauréat du Prix Vanguard.
- 2012 : MTV Movie + TV Awards du meilleur combat partagé avec Jennifer Lawrence et Alexander Ludwig  pour Hunger Games.
- 2012 : MTV Movie + TV Awards du meilleur acteur pour Hunger Games.
- 2012 : NewNowNext Awards de la prochaine mega starpour Hunger Games.
- Teen Choice Awards 2012 :
  - Meilleur baiser pour Hunger Games partagé avec Jennifer Lawrence.
  - Meilleur acteur pour Hunger Games et pour Voyage au centre de la Terre 2 : l'île mystérieuse.
- People's Choice Award 2013 : Alchimie à l'écran préférée  pour Hunger Games partagée avec Jennifer Lawrence et Liam Hemsworth.
- 2013 : Bravo Otto du meilleur acteur pour Hunger Games.
- 2014 : MTV Movie + TV Awards du meilleur acteur pour Hunger Games : L'Embrasement.
- Teen Choice Awards 2014 : Meilleur acteur pour Hunger Games : L'Embrasement.
- Teen Choice Awards 2015 : Meilleur acteur pour Hunger Games : La Révolte, partie 1.
- Teen Choice Awards 2016 : Meilleur acteur pour Hunger Games : La Révolte, partie 2'.
- 2018 : Mammoth Film Festival du meilleur acteur pour Ape

### Nominations
- 2004 : Young Artist Awards de la meilleure performance pour un jeune acteur principal dans un téléfilm où une mini-série pour Un bateau de rêve
- 2005 : Young Artist Awards de la meilleure jeune distribution pour Motocross Kids partagé avec Wayne Dalglish, Todd Holland, Alexa Nikolas et Robert Thomas Preston.
- Saturn Awards 2006 : Meilleur(e) jeune acteur ou actrice pour Zathura : Une aventure spatiale
- 2007 : Young Artist Awards de la meilleure performance pour un jeune acteur principal pour Camping-car
- Saturn Awards 2008 : Meilleur(e) jeune acteur ou actrice pour Le Secret de Terabithia
- 2009 : Young Artist Awards de la meilleure performance pour un jeune acteur principal pour Voyage au centre de la Terre 3D
- Boston Society of Film Critics Awards 2010 : Meilleure distribution pour Tout va bien ! The Kids Are All Right partagé avec Annette Bening, Julianne Moore, Mark Ruffalo et Mia Wasikowska.
- 2010 : Gotham Independent Film Awards de la meilleure distribution pour Tout va bien ! The Kids Are All Right
- Las Vegas Film Critics Society Awards 2010 : Meilleure jeune acteur pour Tout va bien ! The Kids Are All Right
- Phoenix Film Critics Society Awards 2010 : Meilleure distribution pour Tout va bien ! The Kids Are All Right
- Washington DC Area Film Critics Association Awards 2010 : Meilleure distribution pour Tout va bien ! The Kids Are All Right
- Central Ohio Film Critics Association Awards 2011 : Meilleure distribution pour Tout va bien ! The Kids Are All Right
- Critics' Choice Movie Awards 2011 : Meilleure distribution pour Tout va bien ! The Kids Are All Right
- 2011 : Online Film & Television Association Awards du meilleur jeune acteur pour Tout va bien ! The Kids Are All Right
- Screen Actors Guild Award 2011 : Meilleure distribution
- 2012 : MTV Movie + TV Awards du meilleur baiser partagé avec Jennifer Lawrence pour Hunger Games
- Teen Choice Awards 2012 : Meilleur combat pour Hunger Games' partagé avec Jennifer Lawrence et Alexander Ludwig .
- 2014 : MTV Movie + TV Awards du meilleur combat partagé avec Jennifer Lawrence et Sam Claflin pour Hunger Games
- 2014 : Russian National Movie Awards du meilleur duo étranger de l'année partagé avec Jennifer Lawrence pour Hunger Games
- Teen Choice Awards 2014 : Meilleur baiser partagé avec Jennifer Lawrence pour Hunger Games : L'Embrasement
- 2015 : Bravo Otto du meilleur acteur pour Hunger Games : La Révolte, partie 2
- Teen Choice Awards 2016 : Meilleur acteur pour Hunger Games : La Révolte, partie 2
- Teen Choice Awards 2016 : Meilleure alchimie partagé avec Jennifer Lawrence pour Hunger Games : La Révolte, partie 2
- 2017 : The BAM Awards de la meilleure distribution pour The Disaster Artist partagé avec James Franco, Dave Franco, Seth Rogen, Melanie Griffith, Sharon Stone, Zac Efron, Paul Scheer, Ari Graynor, Jacki Weaver, Megan Mullally, Jason Mantzoukas, Nathan Fielder, Hannibal Buress, Bob Odenkirk, Ike Barinholtz, Kevin Smith, Keegan-Michael Key, Adam Scott, Danny McBride, Kristen Bell, J.J. Abrams, Lizzy Caplan, Judd Apatow, Zach Braff, Bryan Cranston et Christopher Mintz-Plasse.

## Voix francophones
En France, Julien Bouanich, et Alexandre Nguyen sont ceux qui ont le plus doublé Josh Hutcherson.
Au Québec, Xavier Dolan est la voix régulière de l'acteur.